# Cape Cod Canal Railroad Bridge
De Cape Cod Canal Railroad Bridge is een spoorbrug over het Cape Cod Canal in Massachusetts, Verenigde Staten. De hefbrug verbindt Massachusetts met het schiereiland Cape Cod.

## Cape Cod Canal
Tussen Cape Cod Bay en Buzzards Bay ligt het Cape Cod Canal. De eerste plannen voor de aanleg van een kanaal dateren al uit de 17e eeuw, maar het duurde tot 1909 voordat er daadwerkelijk werd gegraven. In 1914 werd het kanaal beperkt opengesteld; twee jaar later was de waterweg volledig gereed. Het kanaal bood een alternatief voor de lange en gevaarlijke vaarroute om Cape Cod heen.
Het kanaal was een private onderneming en er werd dus tol geheven om uit de kosten te komen. Het kanaal was nogal smal (slechts 30 meter) en het was lastig te bevaren. Diverse ongelukken belemmerden de doorgang en zorgden voor een slechte reputatie van de waterweg; dit had uiteraard negatieve effecten op de tolopbrengsten.
In 1918 vond er bij Cape Cod een incident plaats met een Duitse U-boot: de Duitsers schoten torpedo’s af op een sleepboot en enkele barges. Voor de Amerikaanse overheid was dit reden om het kanaal onder toezicht te plaatsen van de United States Railroad Administration. Het Amerikaanse leger zorgde ervoor dat het kanaal werd uitgebaggerd. De overheid bleef tot 1920 de controle behouden, maar in 1928 werd het kanaal alsnog aangekocht door de regering om er een openbare doorgang van te maken. Tussen 1935 en 1940 werd het kanaal verbreed van 100 ft naar 480 ft en de vaargeul werd verder uitgebaggerd van 25 ft naar 32 ft. Tevens werd de zuidelijke toegang – tot dan toe een lastige ingang – verplaatst.

## De spoorbrug
De eerste spoorlijn in deze regio werd al in 1848 aangelegd en heette toen de Cape Cod Branch Railroad. Na verdere uitbreidingen, een naamswijziging, en een overname van een andere maatschappij fuseerde het bedrijf in 1872 met de Old Colony & Newport tot de Old Colony Railroad. Dit bedrijf werd in 1894 geleased door de New York, New Haven and Hartford Railroad. Tot aan de fusie met Penn Central in 1969 verzorgde de New Haven dus het spoorvervoer van en naar Cape Cod.
De eerste brug over het kanaal werd in 1910 gebouwd. Toen het kanaal in 1928 in handen kwam van de overheid, startte de United States Army Corps of Engineers met een grootscheepse verbouwing van het kanaal. Naast de verbreding en verdieping van het kanaal zelf, moesten ook de drie bruggen (twee voor het wegverkeer en een voor de spoorlijn) worden vervangen: de doorgangen waren namelijk erg nauw (slechte 140 ft) en leverden veel problemen op voor de scheepvaart. De uit 1910 daterende basculebrug voor de spoorlijn werd vervangen door een hefbrug met een doorgang van 544 ft en een doorvaarthoogte van 135 ft. De bouw startte in 1933; twee jaar later was de brug gereed.
Zowel de brug als het kanaal worden geëxploiteerd door de United States Army Corps of Engineers. De brug staat in principe altijd in open positie voor het scheepvaartverkeer.

## Spoorvervoer
In 1959 werd alle reizigersvervoer door de New Haven beëindigd. Het goederenvervoer bleef bestaan en kwam in via Penn Central (1969) in handen van Conrail (1976). In 1976 werd de staat Massachusetts de eigenaar van het spoor.

### Reizigersvervoer
Van 1982 tot in 1988 was er reizigersvervoer, maar dit was seizoensgebonden. In 1989 ging een toeristentrein van start, maar in 1997 eindigde dit vervoer. Twee jaar later echter begon de Cape Cod Central Railroad met het rijden van toeristentreinen en doet dit nog steeds tot op de dag van vandaag. Het bedrijf Cape Rail is eigenaar van deze maatschappij. Regulier reizigersvervoer is er niet, maar er zijn plannen bij Cape Rail om forensenvervoer tussen Cape Cod en het ‘vasteland’ van Massachusetts op te zetten.

### Goederenvervoer
In 1982 kreeg de Bay Colony Railroad het recht om goederentreinen te rijden. Op 1 januari 2008 kwam deze concessie in handen van de Mass Coastal Railroad, een onderdeel van het eerder genoemde Cape Rail. Het belangrijkste vervoer betreft de ‘trash train’: afval van Cape Cod wordt naar een energiecentrale in Massachusetts gebracht om daar te worden omgezet in elektriciteit. Mass Coastal noemt deze trein dan ook de ‘Energy Train’.